# カンコノキ属
カンコノキ属 (カンコノキぞく、学名：Glochidion J.R. Forst. & G. Forst.) はコミカンソウ科の分類群。木本で、羽状複葉のように並んだ葉の付け根から小さな花序を着ける。
本属は21世紀に入ってからコミカンソウ属（Phyllanthus）に統合する動きが見られる（参照: #分類）。

## 特徴
高木または低木。葉はやや大きく、互生で二列生。花は小さくて葉腋から束生する。雌雄同株または異株だが、花は性別があり、雄花雌花共に花弁はなく、花盤もない。雄花では萼片は6で、内外2列に配置し、蕾の時、瓦を重ねたように配置する。雄蘂は2-8、円柱状に寄り合い、基部は互いにくっつき合う。退化雌蘂はないかとても小さい。雌花の萼片は6で時にくっつき合う。子房は3から数心皮あってそれぞれに2個の胚珠を収める。花柱は太短くて基部でくっつきあっている。果実は蒴果で種子に仮種皮はない。

## 分布と種類
新旧熱帯域に200種がある。ただしアフリカ、マダガスカルには産しない。熱帯アメリカには十数種のみで、多様性の中心はインドからマレーシアにかけての地域である。

## 分類
かつてはトウダイグサ科に含め、現在ではコミカンソウ科に含める。コミカンソウ属とよく似ているが、コミカンソウ属は高木もあるがほとんどは低木から草本でずっと小柄である。また花には花盤があり、種子には仮種皮がある。
しかし分子系統学的研究論文である Kathriarachchi et al. (2006) ではカンコノキ属や同じコミカンソウ科のオオシマコバンノキ属（Breynia）、Reverchonia属、アマメシバ属（Sauropus）はコミカンソウ属（Phyllanthus）の派生的な1系統に含まれるという学説が発表され、側系統群である旧来のオオシマコバンノキ属やカンコノキ属などを依然認め続けたり旧来のコミカンソウ属を20を超えるクレードに分割したりするぐらいであれば、これらをコミカンソウ属に含めた方がましであろうという見解が示された。福島大学共生システム理工学類の黒沢高秀は左記の論文等を受けてカンコノキ属、オオシマコバンノキ属、アマメシバ属をコミカンソウ属に含めることは広く受容されていると判断し、また将来的な『日本の野生植物』（平凡社）改訂も見据え、日本産のカンコノキ属やオオシマコバンノキ属植物の分類名をコミカンソウ属下のものとするよう見直し、一部の種に関しては新たな分類名を発表した。
キュー植物園の World Checklist of Selected Plant Families の分類に関する見解を受けてまとめられたデータベースである Govaerts (2019) においては依然カンコノキ属はコミカンソウ科の属として認められているが、日本産の種に関してはウラジロカンコノキ・カンコノキ・ツシマカンコノキの3種に限り黒沢による新たな分類名が受容、もしくは黒沢と同じく既存のコミカンソウ属に置かれた分類名が受容されている（詳細は#代表的な種を参照）。なお、アマメシバ（Sauropus androgynus）を含むアマメシバ属は2012年にオオシマコバンノキ属に編入されている。

## 生態など
カンコノキ属は、その花粉媒介をホソガ科ハナホソガ属
Epicephala のガに依存していることが明らかとなっている。しかも、カンコノキ属の各種は、それぞれ特異的に1種のハナホソガ属の種と絶対送粉共生関係にある。このガが活動する夜間、カンコノキ属の花は特定の匂いを出し、それを頼りの対応するハナホソガが花に飛来する。このガの幼虫は種子食で、該当のカンコノキ属の種子を食べる。更にガの雌成虫は幼虫の餌を確保するために、その口吻を用いて雄花では能動的に花粉を集め、雌花では受粉させるように振る舞うという。つまりハナホソガは餌をカンコノキのみに依存し、カンコノキはハナホソガだけに受粉を依存する。ガの幼虫は必ず種子の半分以上を食べ残し、これによってカンコノキも種子を残すことが出来る。

## 代表的な種
日本に産する種を挙げておく。日本本土ではカンコノキが南日本に広く見られる。それ以外の種は九州にわずかに分布があるものもあるが、ほとんどが南西諸島に分布し、更に南に分布域を持つ。
以下、複数の文献における和名と学名の対応関係である。同じマスに学名が2つ以上あるものは、Govaerts (2019) でシノニムの関係にあると認められていることを意味する。前に★が置かれた学名は Govaerts (2019) で正名として受容されているものである。
| 和名（大場1999 および Kurosawa 2016） | 学名〔左記の和名と異なる場合は括弧内にその和名〕 | 学名〔左記の和名と異なる場合は括弧内にその和名〕 | 学名〔左記の和名と異なる場合は括弧内にその和名〕                                                 | 学名〔左記の和名と異なる場合は括弧内にその和名〕                                                  | 学名〔左記の和名と異なる場合は括弧内にその和名〕 | 備考 |
| 和名（大場1999 および Kurosawa 2016） | Kawakami (1910)                                  | 牧野 (1940)                                      | コーナー & 渡辺 (1969)                                                                           | 大場 (1999)                                                                                       | Kurosawa (2016)                                  | 備考 |
| ------------------------------------- | ------------------------------------------------ | ------------------------------------------------ | ------------------------------------------------------------------------------------------------ | ------------------------------------------------------------------------------------------------- | ------------------------------------------------ | --- |
| ウラジロカンコノキ                    | [ 注 1 ]                                         | -                                                | -                                                                                                | [ 注 2 ]                                                                                          | ★Phyllanthus triandrus (Blanco) Müll. Arg.       | |
| カキバカンコノキ                      | ★Glochidion Zeylanicum A. Juss.                  | -                                                | -                                                                                                | - ★Glochidion zeylanicum (Gaertn.) A. Juss. - G. hongkongense Muell. Arg.                         | Phyllanthus gaertneri T. Kuros.                  | Phyllanthus zeylanicus Müll.Arg. は同属の別種 P. anabaptizatus Müll.Arg. のシノニム |
| カンコノキ                            | Glochidion obovatum S. et. Z.                    | Glochidion obovatum Sieb. et Zucc.               | -                                                                                                | Glochidion obovatum Sieb. et Zucc.                                                                | ★Phyllanthus sieboldianus T. Kuros.              | Phyllanthus obovatus Muhl. ex Willd. は同属の別種 P. caroliniensis Walter subsp. caroliniensis のシノニム                                                                                      |
| キールンカンコノキ                    | ★Glochidion lanceolatum Hay.                     | -                                                | -                                                                                                | ★Glochidion lanceolatum Hayata                                                                    | Phyllanthus keelungensis T. Kuros.               | Phyllanthus lanceolatus Poir. は同属の別種 |
| ケカンコノキ（オオバケカンコノキ）    | Glochidion Arnottianum Muell. Arg.〔アカカンコ〕 | -                                                | -                                                                                                | - ★Glochidion zeylanicum var. tomentosum Trim. - G. dasyphyllum K. Koch var. iriomotense Hurusawa | Phyllanthus hirsutus (Roxb.) Müll. Arg.          | |
| ツシマカンコノキ                      | -                                                | -                                                | -                                                                                                | - Glochidion puberum Hutchison - G. hayatae Croizat et Hara var. tsushimense Hurusawa             | ★Phyllanthus puberus (L.) Müll. Arg.             | |
| ヒラミカンコノキ                      | Glochidion Fortunei Hance.                       | -                                                | - Glochidion coronatum Hook.f.〔ウラゲベニカンコノキ〕 - Glochidion rubrum BL.〔ベニカンコノキ〕 | Glochidion rubrum Blume                                                                           | Phyllanthus rubrus (Blume) T. Kuros.             | 黒沢の提案した学名は1826年発表の別種 Phyllanthus ruber (Lour.) Spreng. と被っており非合法名と判定され、Phyllanthus subscandens (Zoll. & Moritzi) Müll.Arg. var. subscandens が受容されている。 |

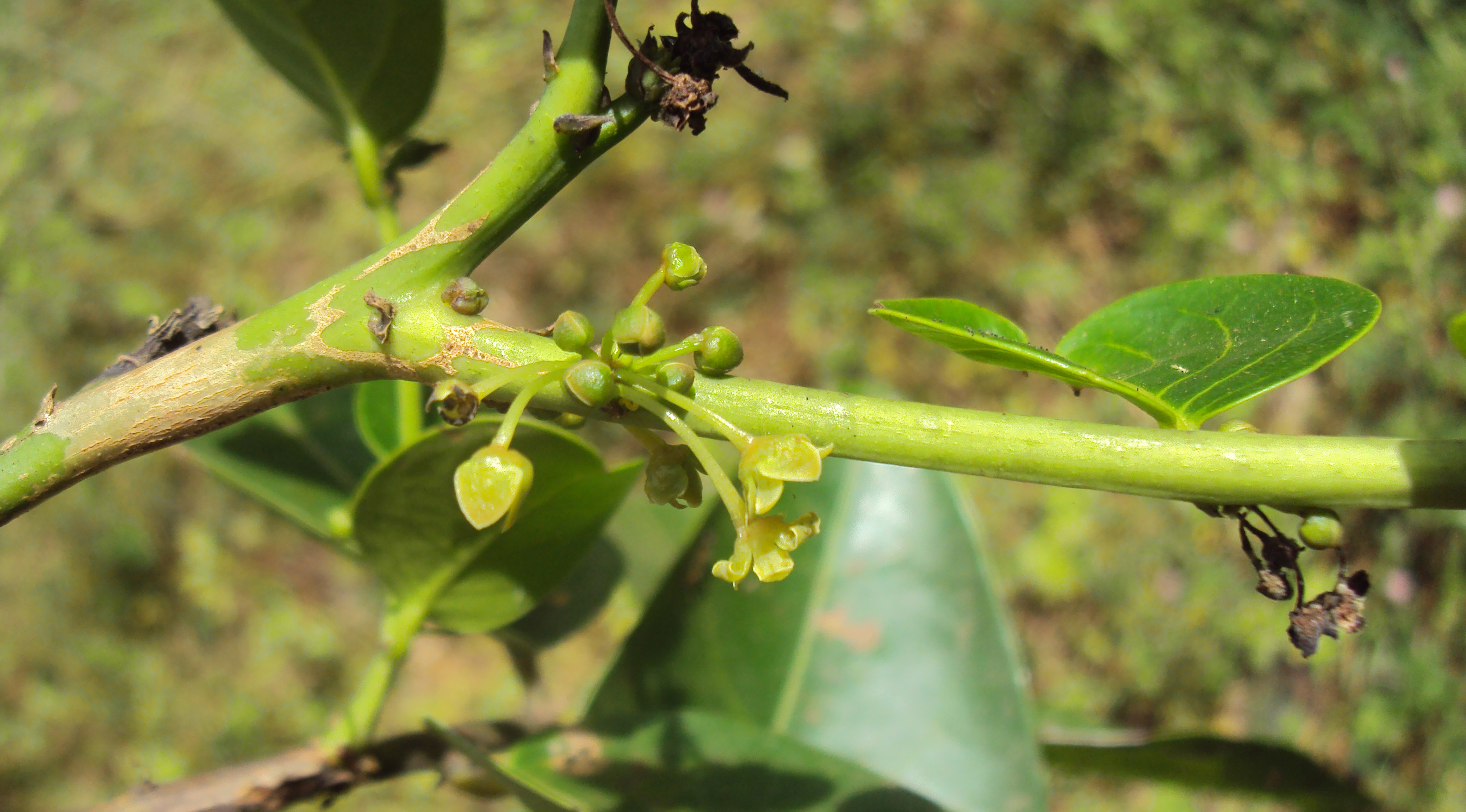
Phyllanthus assamicus（syn. Glochidion ellipticum）の花
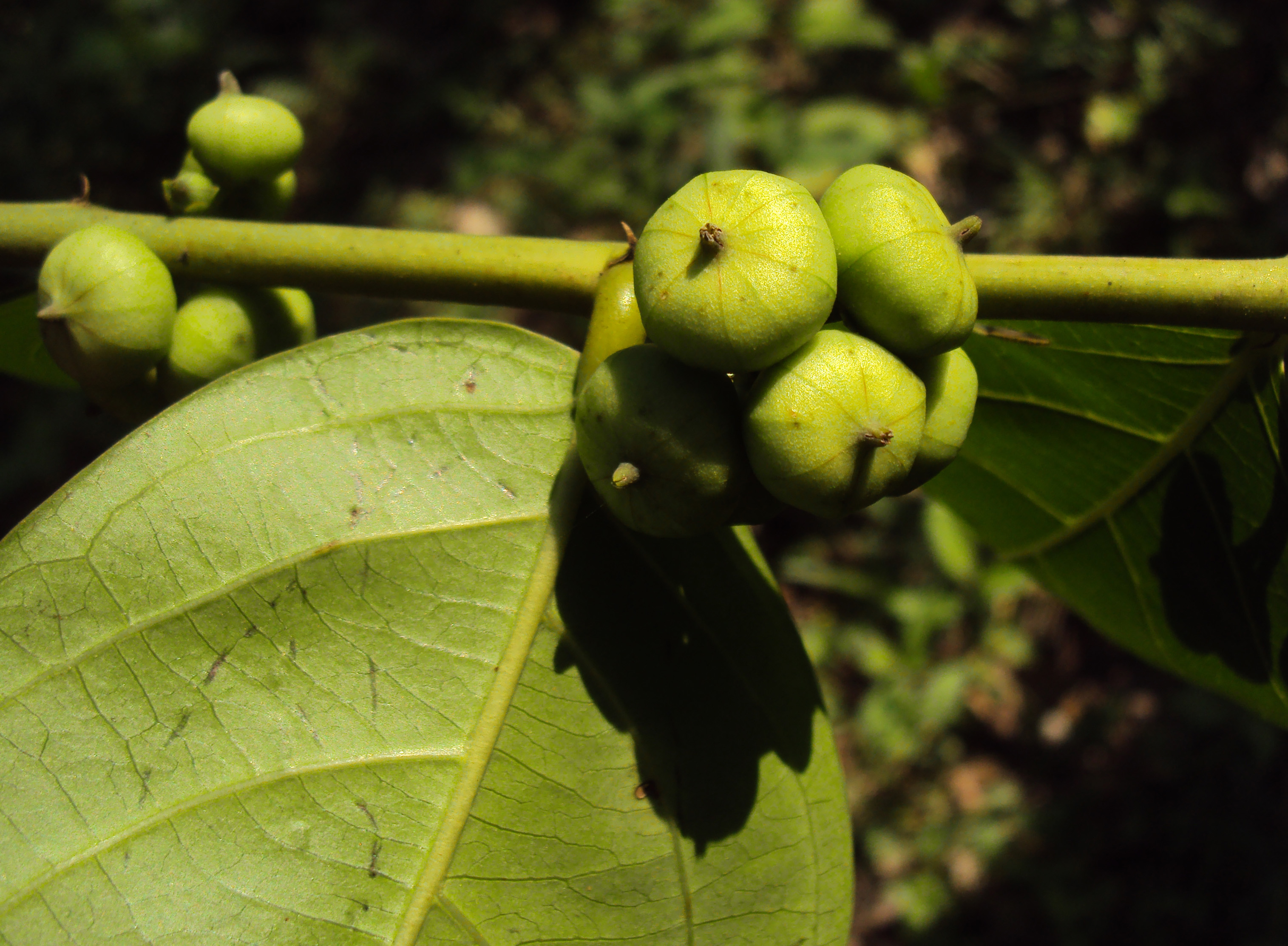
P. assamicus の果実
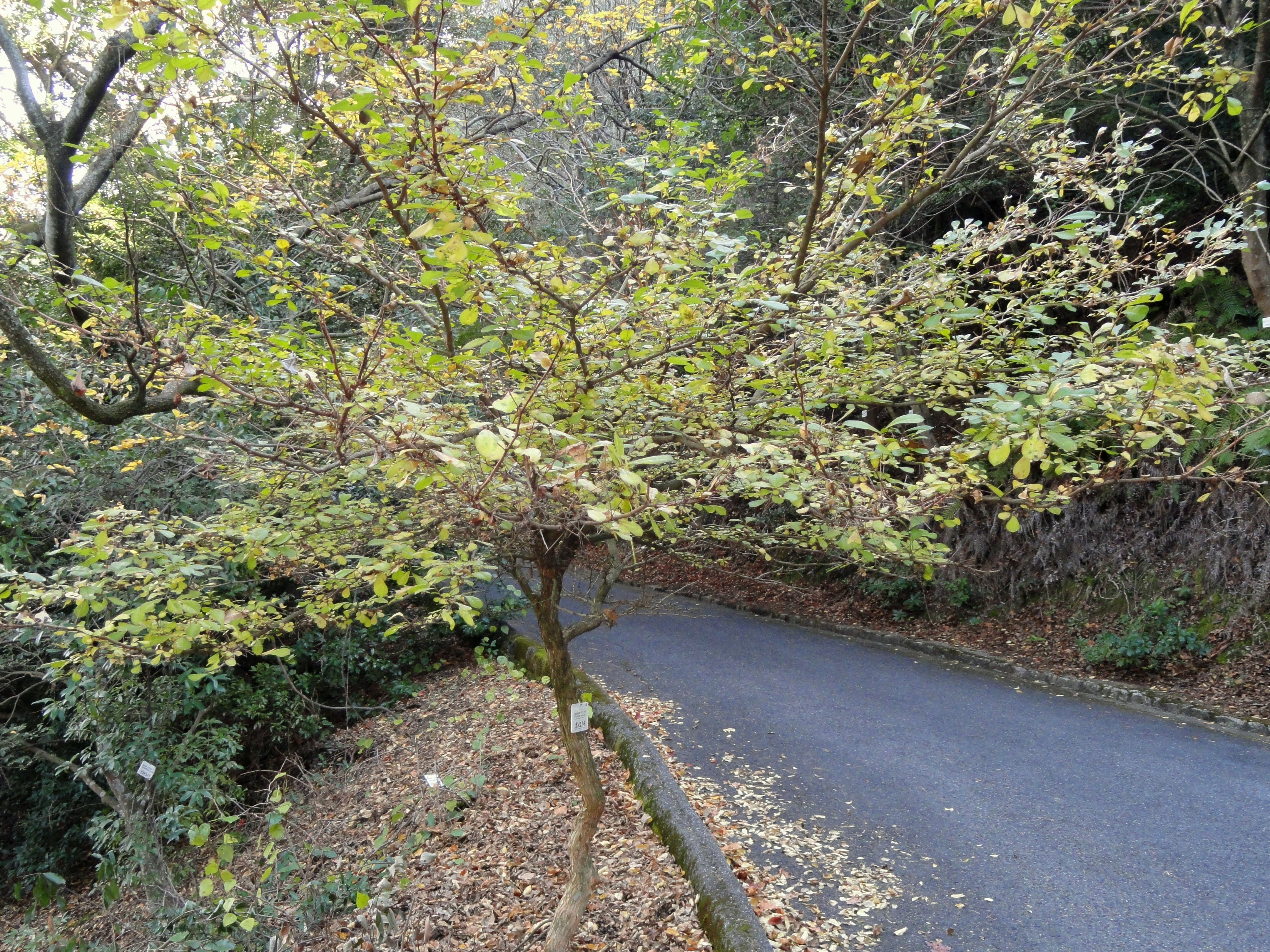
カンコノキの樹姿